# Henri Baillot
Henri Baillot (13 de desembre de 1924 - 9 de novembre de 2000) fou un futbolista francès de la dècada de 1950.
Fou 8 cops internacional amb la selecció francesa i marcà 4 gols.
Pel que fa a clubs, defensà els colors de FC Metz, Girondins de Bordeaux, RC Strasbourg i Stade Rennais.